# Porto Mauá
Porto Mauá là một đô thị thuộc bang Rio Grande do Sul, Brasil. Đô thị này có diện tích 105,56 km², dân số năm 2007 là 2565 người, mật độ 24,3 người/km².